# Friedrich Wilhelm Becker (Pädagoge)
Friedrich Wilhelm Becker (* 4. Januar 1773 in Oberlichtenau bei Pulsnitz; † 21. Oktober 1847 in Kiew) war als Lehrer und späterer Professor für römische Literatur in Russland – zunächst im Gouvernement Estland und dann in der Ukraine – tätig. 

## Leben
Seine Ehefrau war Anna Margarethe Friederike Becker, geborene von Hueck (* 4. Juli 1788 in Reval; † 30. Oktober 1847 in Kiew). Das Paar hatte drei Söhne:
- Paul Adam von Becker (1808–1881), Professor in Odessa. Sein Sohn Carl Woldemar war der Vater der Malerin Paula Modersohn-Becker.
- Wilhelm Gustav Becker (1812–1874), Arzt
- Friedrich Woldemar Adam Becker (1825–1848), Jurist[2][3]